# Idrottsplassen Norheimsund
Het Idrottsplassen Norheimsund  is een ijsbaan in Norheimsund in de provincie Vestland in het zuiden van Noorwegen. De openlucht-natuurijsbaan is geopend in 1966 en ligt op 27 meter boven zeeniveau. 